# Il giovedì grasso
Il giovedì grasso (Schmutziger Donnerstag) ist eine Farsa (Oper) in einem Akt von Gaetano Donizetti. Das Libretto verfasste Domenico Gilardoni. Die Uraufführung fand wahrscheinlich am 26. Februar 1829 im Teatro del Fondo in Neapel statt.

## Handlung
Die Geschichte beruht auf Molières Komödie Monsieur de Pourceaugnac, allerdings mit umgekehrten Vorzeichen: Während bei Molière die Hauptperson durch einen Trick als moralischer Sieger hervorgeht, steht hier derjenige dumm da, der sich den Streich ausgedacht hat.
Die Liebenden Nina und Teodoro sind in Schwierigkeiten: Ninas Vater will sie mit Ernesto verheiraten, einem vermögenden Landbewohner. Sigismondo, ein Freund des Paares, hat einen Einfall: Seine Ehefrau Camilla, die er stets eifersüchtig beobachtet, soll eine frühere Freundin Ernestos mimen, die dieser abgeschoben hat.
Während sich die Verschwörer vorbereiten, trifft Ernesto ein. Er ist sich durchaus bewusst, dass Nina bereits vergeben sein könnte und horcht das Stubenmädchen Stefanina aus. Diese weiß nicht, dass er Ernesto ist; sie enthüllt ihm den Plan und erzählt auch von Sigismondos Eifersucht. Ernesto zieht sich zurück. Er beschließt, die Komödie nach seinen Regeln mitzuspielen und verkleidet sich als Hinterwäldler.
Der Oberst, Ninas Vater, muss geschäftlich nach Paris verreisen. Er warnt seine Tochter, sich seinen Plänen zu widersetzen. Der verkleidete Ernesto erscheint. Wie bei Molière begrüßt ihn Sigismondo, verkleidet als Monsieur Piquet, als vermeintlichen alten Freund. Auch Camilla erscheint, um ihre Rolle als von Ernesto verschmähte Freundin (Madama Piquet) zu spielen. Anstatt jedoch zu beteuern, das sei alles ein Missverständnis, geht Ernesto auf Camilla ein, schwelgt in Erinnerungen an ihre glückliche Zeit und schlägt ihr vor, die Beziehung wieder aufzunehmen. Sigismondo rast vor Eifersucht.
Anschließend begegnen sich Ernesto und Nina. Sie fragt ihn, ob er nicht bereits eine andere Liebste habe. Ernesto bejaht – er spricht von Camilla –, sie sei jedoch mit einem Esel verheiratet. Das Stubenmädchen kommt hinzu und fragt nach der Ankunft des Bräutigams. Nina schließt daraus, dass er nicht Ernesto sein könne. Er lässt sie in diesem Glauben, verspricht ihr die Heirat mit Teodoro und auferlegt ihr Schweigen, damit er seinen Plan weiterspinnen kann.
Um Sigismondo für seine Intrige zu strafen, schreibt Ernesto einen Liebesbrief an Camilla. Er übergibt ihn einem Diener, sobald er merkt, dass Sigismondo dies beobachtet. Der vermeintlich betrogene Gatte begehrt das Schreiben zu lesen. Aufgrund eines weiteren fingierten Briefes kehrt der Oberst vorzeitig von Paris zurück. Ernesto klärt die Komödie auf und bittet Ninas Vater, sie ihren Teodoro heiraten zu lassen. Der Alte fügt sich widerstrebend.

## Werkgeschichte
Il giovedì grasso entstand 1828–1829 in Neapel in einer für Donizetti privat und beruflich erfolgreichen Zeit, hatte der frisch mit Virginia Vasselli verheiratete Komponist doch eben einen Vertrag für vier Opern abgeschlossen und die Leitung des Teatro Nuovo erhalten.
Bei der Uraufführung, die wahrscheinlich am 16. Februar 1829 im Teatro del Fondo stattfand, sangen Adelaide Comeilli-Rubini (Nina), Giovanni Battista Rubini (Ernesto), Luigi Lablache (Sigismondo), Giovanni Arrigotti (Teodoro), Giovanni Campagnoli (II Colonello) und Giovanni Pace (Cola).
Die damals teilweise im lokalen Dialekt gesungenen Texte verhinderten eine Ausbreitung des Werkes; nach ihrem erfolgreichen Debüt wurde die Oper nicht mehr viel gespielt. Die erste Aufführung in heutiger Zeit erfolgte 1959 an der Accademia Chigiana in Siena und 1961 in Form einer konzertanten Aufführung von Edwin Loehrer für den Sender Radiotelevisione Svizzera Italiana.